# Francisco Tudela
Francisco Antonio Gregorio Tudela van Breugel-Douglas, né à Lima (Pérou) le 20 juillet 1955, est un diplomate et avocat péruvien qui fut vice-président du Pérou et ministre des relations extérieures sous la présidence d'Alberto Fujimori.

## Biographie
Francisco Tudela est le fils de l'ambassadeur Felipe Tudela y Barreda  et de son épouse née Vera van Breugel Douglas, d'origine roumaine et hollandaise. Il a pour grand-père paternel le premier ministre du Pérou Francisco Tudela y Varela et pour grand-père maternel le baron Casper van Breugel Douglas (1896-1982), premier ambassadeur du royaume des Pays-Bas en Union soviétique. Il est aussi apparenté à plusieurs personnalités politiques. Francisco Tudela poursuit ses études au collège des frères maristes de Lima, le collège San Isidro, fréquenté par les fils de l'élite du pays. En 1973, il commence ses études de Droit à l'université pontificale catholique du Pérou, puis à l'université de Navarre en Espagne tenue par l'Opus Dei et enfin à la London School of Economics and Political Science, où il obtient un master en droit international public et en régulation des marchés financiers.
En 1983, il devient sous-directeur du journal Correo de Lima où il tient une chronique quotidienne. Il commence sa collaboration avec la revue Oiga et avec le quotidien Expreso en 1984. Il est commentateur des affaires internationales à partir de 1991, et prend en charge la section internationale de l'émission dominicale d' América TV et de Canal 4 jusqu'à la fin 1992. De 2012 à 2014, il participe à l'émission Mira quién habla de Cecilia Valenzuela et à El Mundo con Tudela de la Willax Televisión. À partir de 2018 il intervient à l'émission Rey con Barba de Rafael Rey et José Barba Caballero, toujours pour la Willax Televisión, et finalement la codirige, l'émission prenant le nom de Rey con Barba y Tudela.
Francisco Tudela, catholique pratiquant, est marié et père de deux enfants.

## Vie politique
Tudela commence sa carrière politique en étant élu à l'assemblée constituante démocratique de 1992 (Congreso Constituyente Democrático), représentant le parti Rénovation nationale (Renovación Nacional) de Rafael Rey. En tant que congressiste constituant il qualifie les faits du 5 avril 1992 de césarisme et de bonapartisme. 

### Diplomate et otage
Plus tard il travaille au ministère des Affaires étrangères (relations extérieures) de 1993 à 1997. Il est ministre des relations extérieures du 28 juillet 1995 au 26 décembre 1997, date de la prise d'otage de la résidence de l'ambassadeur du Japon à Lima. En effet, il fait partie des victimes de la prise d'otages de l'ambassade japonaise de Lima, parmi sept cents personnes prisonnières. La plupart sont liÌbérées dans les jours qui suivent, mais il fait partie de la centaine d'otages qui est gardée prisonnière par les terroristes. Il est libéré au bout de plusieurs mois en avril 1997 au cours de l'opération Chavín de Huántar, avec soixante-dix autres personnes. Il redevient ministre de mai à juillet 1997.

### Ministre des Affaires étrangères
Tudela est nommé ministre des relations extérieures du Pérou le 28 juillet 1995. Il entreprend personnellement les négociations avec l'Équateur en conflit territorial avec le Pérou. L'accord de Quito du 23 février 1996 en est le premier résultat, suivi du 19 juin 1996 à Buenos Aires qui définit le rôle des pays garants du protocole de Rio de Janeiro. Finalement le 29 octobre 1996, l'accord de Santiago du Chili garantit les frontières du Pérou et de l'Équateur pour la première fois depuis 1952.
Tudela donne sa démission en juillet 1997 car il est accusé d'avoir organisé des écoutes téléphoniques de certains de ses opposants de certains membres du gouvernement. En 2000, il fait partie du ticket présidentiel d'Alberto Fujimori aux élections, postulant comme vice-président ; il est élu au Congrès avec le plus de voix. Lorsque Fujimori chute, Tudela quitte la politique active.
Il est signataire de la charte de Madrid lancée en 2020 par le parti espagnol Vox afin de rassembler la droite radicale d'Espagne et d’Amérique latine contre le « narco-communisme, la gauche et le crime organisé ». Il a été critiqué pour avoir nié ou relativiser des crimes du régime Fujimori.

## Carrière académique
Après avoir démissionné du ministère des relations extérieures le 17 juillet 1997, Tudela est nommé directeur de l'institut des études internationales de l'université pontificale catholique du Pérou. Le 4 septembre de la même année, il est gratifié du titre de docteur honoris causa de l'université nationale du Pérou pour le service rendu au pays comme ministre des relations extérieures. En novembre 1997, il est en poste à l'université Harvard aux États-Unis en tant que  visiting scholar au Rockefeller Center for Latin American Studies. l'année suivante, il est nommé fellow du Wetherhead Center for international Affairs de la même université. Il tient aussi des conférences à l'United States War College. En 1999, il est nommé ambassadeur du Pérou auprès de l'ONU jusqu'en 2000.

## Télévision
- La Revista Dominical — América Televisión (1992-1994)
- El Mundo con Tudela — Willax Televisión (2012-2014)
- Rey con Barba y Tudela — Willax Televisión (2018)

## Source de la traduction
- (es) Cet article est partiellement ou en totalité issu de l’article de Wikipédia en espagnol intitulé « Francisco Tudela » (voir la liste des auteurs).